# Marco Graziani
Marco Graziani (Rijeka, 20. lipnja 1988.) hrvatski je violinist.

## Životopis
Rođen je u Rijeci, gdje na Glazbenoj školi Ivan Matetić Ronjgov u dobi od sedam godina počinje učiti violinu (prof. K. Peljhan). Već je u osnovnoj glazbenoj školi dobivao nagrade na državnim i međunarodnim natjecanjima violinista. Povodom 180. obljetnice Glazbene škole nastupio je kao najmlađi i solist i izveo Koncert u a-molu J. S. Bacha uz pratnju Orkestra HNK Ivana pl. Zajca u Rijeci. Uz redovnu nastavu, usavršava se na međunarodnim ljetnim školama.  Stipendist je Grada Rijeke od 2002. godine, kao učenik Glazbene škole Ivana Matetića Ronjgova Rijeka, u kojoj je završio treći razred programa glazbenik violinist, s odličnim uspjehom. Tekuće akademske godine primljen je na prvu godinu studija violine na Muzičkoj akademiji Sveučilišta u Zagrebu i usporedo pohađa nastavu i kod prof. Leonida Sorokova (red. prof. Muzičke akademije Sveučilišta u Zagrebu), koji od 2004. postaje njegovim jedinim profesorom.
Završio je studij violine u lipnju 2010. godine u klasi prof. Leonida Sorokowa na Muzičkoj akademiji u Zagrebu, najuspješniji je mladi hrvatski glazbenik u 2006. godini po izboru Zagrebačke filharmonije, te najuspješniji hrvatski violinist dvije godine zaredom (2005. i 2006., za izvedbu Prvog koncerta za violinu i orkestar Sergeja Prokofjeva) po izboru stručne komisije Fonda Stjepan Šulek (2007.). 
Pohađa seminare pod vodstvom uglednih profesora poput Dore Schwarzberg, Marine i Leonida Sorokowa, Alexandra Vinnitzkog i Zakhara Brona.
Osvojio je mnoge prve nagrade na državnim i međunarodnim natjecanjima. Nastupao je u Austriji, Sloveniji, Italiji, Nizozemskoj, Litvi, Njemačkoj i Japanu te nizu hrvatskih gradova. 
Zahvaljujući fondaciji Stauffer polazi ljetne seminare u Sieni na konzervatoriju Accademia Chigiana i mjesečne majstorske seminare koje održava poznati talijanski violinist Salvatore Accardo u Cremoni.
Višestruki je dobitnik prvih nagrada na Hrvatskom natjecanju učenika i studenata glazbe i plesa, natjecanju Zajčevi dani, Etide i skale, europskom natjecanju "Alfredo i Wanda Marcosig" u Goriziji, Istria Nobilissima i natjecanju Grand Prix Lions kluba Rijeka.
Na velikom međunarodnom violinističkom natjecanju 2006. u Lisabonu osvojio je treću nagradu, a na međunarodnom natjecanju gudača u Moskvi iste godine osvaja drugu nagradu.
Pored ostalog, u zagrebačkoj palači Lisinski nastupio je kao solist 2004. u sklopu ciklusa "Audijencija – Priča o Kingu" svirajući na čuvenoj Guarnerijevoj violini King i kao solist uz orkestar (2006.),
Dobitnik je godišnje Nagrade Grada Rijeke (2007.) za vrhunske koncertne, umjetničke i natjecateljske uspjehe u Hrvatskoj i inozemstvu. Nastupao je s renomiranim orkestrima poput Orkestra Opere HNK iz Splita, orkestrom Opere HNK Zajca iz Rijeke, Hrvatskog komornog orkestra, Zagrebačkih solista, Zagrebačke i Slovenske filharmonije, Varždinskim komornim orkestrom, Kaunaškom filharmonijom, festivalskim orkestrom u Lisabonu i drugima. 
Kao solist i član komornih sastava uspješno nastupa diljem Europe, u Japanu i Rusiji. Zahvaljujući financijskoj potpori Zaklade Adris, svira na violini Alessandra Gagliana iz 1720., u vlasništvu Zaklade Segelman.

## Nagrade i priznanja
- 2005.  i 2006. - najuspješniji mladi hrvatski violinist za izvedbu Prvog koncerta za violinu i orkestar Sergeja Prokofjeva po izboru stručne komisije Fonda Stjepan Šulek (2007.)
- 2006. - najuspješniji mladi hrvatski glazbenik po izboru Zagrebačke filharmonije
- 2006. - na velikom međunarodnom violinističkom natjecanju u Lisabonu osvojio je treću nagradu
- 2006. -  na međunarodnom natjecanju gudača u Moskvi osvaja drugu nagradu.
- 2007. - dobitnik je godišnje Nagrade Grada Rijeke za vrhunske koncertne, umjetničke i natjecateljske uspjehe u Hrvatskoj i inozemstvu.

## Vanjske poveznice
- Intervju s Marcom Grazianiem u Novom listu, 6.10.2007.